# Steigen
67°45′50″N 15°13′26″Ø / 67.76389°N 15.22389°Ø
Steigen (samisk Stajggo) er en kommune i Salten i Nordland fylke i Norge. Den grænser op til kommunerne Hamarøy og Sørfold. Kommunen består af Leinesfjord, Leines, Nordfold, Bogøy og Engeløy.
Kommunen har en rig natur med fem naturreservater og mange seværdigheder. Det er om sommeren muligt at tage på hvalsafari.
Der er flere gamle bebyggelser i kommunen, hvorfra historierne er mangfoldige.
Steigen kommune er venskabskommune med Podporozje i Leningrad oblast.

## Severdigheder
Steigen har fem naturreservater; Engelvær, Brunvær, Brennvika, Hopvasslia og Prestegårdsskogen.
Grøtøy gamle handelssted (Stiftet 1690) var omkring 1900-tallet Nordlands største handelssted. For alle fiskere, som boede mod syd, var det det sidste stoppested før Vestfjorden. Fiskere lejede udstyr og soveplads der og betalte tilbage med enten fisk eller, hvis de ikke fik stor nok fangst, deres gård.
Steigen kirke er en gammel stenkirke, hvoraf den ældste del er fra omtrent 1150. Kirken er fremdeles i brug og i forholdsvis god stand. I kælderen er der gamle grave.
Bø- og Vollmoanleggene er begge forhistoriske tunanlæg, henholdsvis dateret til omkring år 300 og 600. Bø-anlegget ligger under hovedvejens tracé, mens Vollmoen-anlegget ligger mellem Vollmoen Amfi og Steigen kirke. Dér er der tydelige spor efter kogegruber og 16 langhuse, som til sammen kunne rumme omkring 600 personer.
Batterie Dietl er fra 2. verdenskrig og er en enorm kanonstilling på Engeløya. Det blev bygget ved hjælp af russiske krigsfanger. Fra denne kanonstilling kunne skibe beskydes i Vestfjorden. Dette gjorde Engeløya til et af Norges vigtigste militær-strategiske punkter. Kanonerne er nu borte, og stedet er åbent for turister.
Steigen sagaspil er et skuespil skrevet af Bjørn Stemland som bliver sat op hvertandet år i Steigen af hundredvis af frivillige. Det er baseret på sagaen om Hagbard og Signe, som af mange er knyttet til Vollmoen.
Steigen bygdetun har mange gamle ting bevaret og har omvisning for gæster. Der er et husmandshus, et hovedhus (tidligere lægegård), en gammel butik og i stalden er der udstilling af gamle landbrugsredskaber.
På Sørskott er der en naturlig bygdeborg. Det er en naturformation, som er lavet om til et tilflugtssted, hvor bygdefolk kunne forsvare sig mod strandhugst fra vikingerne.
Yderst i Lakså er der et savværk fra 1815 af den type, som var drevet af vandkraft. Savværket er ikke i brug, men er fuldt intakt og kan bruges endnu. Det er nylig blevet restaureret.
Det er to store huler i Steigen, Resshola og Dryppsteinhola. Sidstnævnte har fået sit navn på grund af forekomster af drypsten. Nu er næsten al drypstenen hakket løs og ødelagt og taget med af turister og andre forbipasserende.
Der findes tre store og rene sandstrande i Steigen; Brennvikstranden, Bøstranden og Breivikstranden. Den første er den mest populære.
Helldalisen er Steigens eneste isbræ, og den har sit øverste punkt i 1.351 meters højde.